# Artelida diversitarsis
Artelida diversitarsis là một loài bọ cánh cứng trong họ Cerambycidae.